# Roberto Lubelli
Roberto Lubelli di Serrano (Serrano, 26 settembre 1870 – Lecce, 1º luglio 1926) è stato un ammiraglio italiano.
Allievo della Regia Accademia nel 1885 ed il 30 novembre 1888 prende servizio come Ufficiale di Stato Maggiore  sulla Corazzata Dandolo. Il 18 novembre 1900 il Tenente di Vascello Roberto Lubelli viene nominato Comandante della R.N. Stella Polare e come Ufficiale in seconda  il Sottotenente di Vascello Alberto Malvasi (G.U. del Regno d'Italia 15/11/1900 ). Nel 1903 è nominato Ufficiale d'Ordinanza di S.A.R. il Duca degli Abruzzi (G.U. del Regno d'Italia 10/11/1903). Nel 1907 è destinato presso il Tribunale Militare di Venezia. Nel 1911/1912 partecipa alla Guerra Italo Turca a bordo dell'Ariete Torpediniere Piemonte. All'entrata in guerra dell'Italia (1915/1918) è capo Squadriglia su Nave Bersagliere e successivamente sull'Incrociatore Torpediniere Agordat, facente parte di una divisione interalleata e nel 1916 sull'incrociatore  Sardegna con il grado di Capitano di Vascello. E' insignito delle seguenti onorificenze: Medaglia Commemorativa della Guerra Italo/Turca, Croce di Guerra 1914/1918 con palma di bronzo (francia), Medaglia d'Argento al Valor Militare, Medaglia di Bronzo al Valor Militare, Cavaliere d'Onore e devozione del Sovrano Militare Ospedaliero (ordine di Malta), Luogotenente dell'Ordine Reale Vittoriano (Regno Unito), Cavaliere/Commendatore dell'Ordine della Corono d'Italia, Cavaliere/Ufficiale  dell'Ordine dei SS. Maurizio e Lazzaro, Cavaliere del Real Ordine Militare di San Benedetto d'Avis (Portogallo), Ufficiale dell'Ordine del Liberatore (Venezuela) Commendatore dell'Ordine della Corona di Prussia, Croce Anzianità di Servizio R.M.I. XXV anni, Medaglia commemorativa della vittoria (Italia), Medaglia commemorativa dell'Unità d'Italia. Roberto Lubelli è stato uno skipper di fama internazionale partecipando a diverse regate sempre al comando di barche a vela da regata  di proprietà di Luigi di Savoia, Duca degli Abbruzzi.
Medaglia di Bronzo al Valor Militare al Capitano di Fregata LUBELLI Roberto, nato a Lecce. Comandante del Cacciatorpediniere BERSAGLIERE compì carie operazioni di guerra sulla costa nemica, nelle quali ripetutamente bombardò con successo determinati obiettivi sotto il fuoco di batteria della difesa avversaria e sotto le bombe degli aerei, in paraggi minati, dando prova di ardimento, sagacia e prontezza di decisione. Rientrava sempre alla base con le unità incolumi. - Alto Adriatico, maggio-giugno 1915 - D,L, 28 gennaio 1917
Medaglia d'Argento al Valor Militare al Capitano di Fregata LUBELLI Roberto, nato a Lecce. Per avere, quale comandante di incrociatore, compiuto con ardimento, risolutezza ed abilità missioni di guerra ed avere in difficili condizioni controbattuto il tiro di batterie nemiche - Basso Adriatico 1915 24-26 febbraio 1916 - D.L. 17 giugno 1917 (Ricerca storica a cura del team del Museo Civico delle FFAA "Amm. Roberto Lubelli di Serrano  M.B.V.M. -  M.A.V.M.")

## La spedizione
Tra le prime esplorazioni verso i poli della terra, quella capitanata da Luigi Amedeo di Savoia-Aosta, verso il Polo Nord, è stata la più importante impresa compiuta fino ad allora.
La spedizione è partita il 12 giugno del 1899 dalla città di Kristiania (l'attuale Oslo) con il piroscafo Jason, costruito in Norvegia nel 1883 (successivamente ribattezzato con il nome di Stella Polare).
L'impresa si prospettò ardua; il Piroscafo Jason riportò ingenti danni causati dalla pressione esercitata dai ghiacci sullo scafo.
Tuttavia, il 25 aprile del 1900, riuscirono a toccare l'86° 33' 49" (presso il 65º meridiano di Greenwich) dove venne piantata la bandiera tricolore della nazione unita.
Il 15 agosto 1900 la Stella Polare cominciò finalmente il viaggio di ritorno riuscendo l'11 settembre 1900 a tornare a Kristiania. Il piroscafo Stella Polare venne donato alla Regia Marina che il 18 novembre 1900 lo armò, dandone il comando al tenente di vascello Roberto Lubelli prima di tornare a La Spezia il 26 gennaio 1900
Materiale riguardante il trasferimento da Kristiania a La Spezia è in esposizione presso il Museo Civico delle FF.A. "Amm. Roberto Lubelli di Serrano M.A.V.M." a Botrugno/Lecce :1.

## Prima guerra mondiale
È d’interesse il contributo dell'ammiraglio Roberto Lubelli di Serrano ai primi eventi di guerra fra l'Italia e l'Austria-Ungheria, nel corso della prima guerra mondiale. I cacciatorpediniere classe Soldato della 3ª Squadriglia di Venezia – Bersagliere (capo squadriglia e comandante, capitano di fregata Roberto Lubelli), Corazziere e Zeffiro raggiungono all'alba Grado e Porto Buso, con il compito di affondare eventuale naviglio nemico, di cannoneggiare le installazioni militari e di tagliare il cavo telegrafico fra Grado e Cittanova d'Istria. Le prime due unità cannoneggiano una caserma a Grado ma non riescono a rintracciare il cavo telegrafico e pertanto rientrano a Venezia; lo Zeffiro (comandante, capitano di corvetta Arturo Ciano) risale il canale d'accesso a Porto Buso, cannoneggia una caserma e una torretta d'osservazione distruggendo alcuni natanti e facendo 48 prigionieri.